# Polska kultura podczas II wojny światowej
Polska kultura podczas II wojny światowej była tłumiona przez okupacyjne siły nazistowskich Niemiec oraz Związku Radzieckiego, które były wrogo nastawione do Polaków i ich kulturalnego dziedzictwa . Prowadzona przez nich polityka miała na celu przeprowadzenie kulturowego ludobójstwa, rezultatem czego śmierć poniosły tysiące uczonych i artystów, a kradzieży lub zniszczeniu uległy niezliczone dzieła sztuki . Brytyjski historyk Niall Ferguson napisał „Prześladowanie Polaków było jednym z wielu sposobów w których reżimy nazistowski i sowiecki stały się do siebie podobne”.
Okupanci zagrabili lub zniszczyli znaczną część polskiego dziedzictwa kulturowego i historycznego, równocześnie prześladując i mordując członków polskiej elity kulturalnej. Większość polskich szkół uległa zamknięciu, a programy tych, które pozostały otwarte, zostały istotnie zmienione.
Pomimo to, podziemne organizacje, jak i pojedyncze jednostki – w szczególności Polskie Państwo Podziemne uratowały wiele z najcenniejszych skarbów kultury i działały w celu ocalenia tak wielu instytucji kulturalnych i dzieł sztuki jak to było możliwe. Kościół katolicki oraz bogaci obywatele również przyczynili się do uratowania części artystów i ich prac. Pomimo groźby surowej kary ze strony nazistów czy sowietów polska podziemna działalność kulturalna, taka jak: publikacje, koncerty, teatr, edukacja czy badania akademickie były kontynuowane.

## Tło historyczne
W 1795 Polska przestała istnieć jako suwerenne państwo i przez cały XIX wiek pozostała podzielona pomiędzy zaborców: Austrię, Królestwo Prus i Rosję. Polska odzyskała niepodległość dopiero po zakończeniu I wojny światowej 11 listopada 1918 roku. II Rzeczpospolita pozostała niepodległa jedynie przez 21 lat zanim została ponownie zaatakowana, a jej tereny rozdzielone pomiędzy okupantów.
1 września 1939 Niemcy zaatakowały Polskę rozpoczynając tym samym II wojnę światową. 17 dni później na mocy paktu Ribbentrop-Mołotow Polska została zaatakowana od wschodu przez Związek Radziecki. Następnie kraj został ponownie podzielony pomiędzy agresorów i pozostał pod ich okupacją przez większość wojny. Do 1 października 1939 Polska została całkowicie zajęta przez agresorów. Jakkolwiek Rząd Polski nigdy formalnie się nie poddał, a Polskie Państwo Podziemne podporządkowane polskiemu rządowi na uchodźstwie zostało wkrótce uformowane. 8 października nazistowskie Niemcy zaanektowały wschodnie terytoria przedwojennej Polski i ustanowiły Generalne Gubernatorstwo. Związek Radziecki tymczasowo utracił kontrolę nad zdobytymi terenami polskimi z powodu inwazji Nazistowskich Niemiec na ZSRR. Udało mu się jednak odzyskać je na stałe w 1944. Podczas wojny Polska straciła ponad 20% obywateli w stosunku do Polski międzywojennej.

## Destrukcja polskiej kultury

### Okupacja niemiecka

#### Polityka
Niemiecka polityka w stosunku do narodu polskiego i jego kultury ewoluowała podczas wojny. Wielu niemieckich urzędników i dowódców wojskowych początkowo nie otrzymało wytycznych dot. traktowania polskich instytucji kultury. Ten stan rzeczy jednak szybko uległ zmianie. Bezpośrednio po inwazji na Polskę, we wrześniu 1939 rząd III Rzeszy wdrożył pierwszą fazę („Mały Plan”) Generalnego Planu Wschodniego . Podstawowa polityka została zarysowana przez Urząd Polityki Rasowej NSDAP w Berlinie w dokumencie pt. „Odnośnie traktowania mieszkańców byłych terenów polskich z punktu widzenia polityki rasowej” . Słowianie zamieszkujący tereny na wschód od przedwojennych granic Niemiec mieli być zgermanizowani, zamienieni w niewolników lub zlikwidowani  w zależności od tego czy tereny na których mieszkali zostały bezpośrednio zaanektowane przez Państwo Niemieckie czy Generalne Gubernatorstwo.

Znaczna część niemieckiej polityki w stosunku do polskiej kultury została uformowana podczas spotkania generalnego gubernatora okupowanych ziem polskich Hansa Franka i niemieckiego ministra propagandy i oświecenia publicznego Josepha Goebbelsema w Łodzi 31 października 1939 roku. Tamże Goebbels zadeklarował, że

Polski naród nie jest wart bycia nazywanym narodem kulturalnym.

Wraz z H. Frankiem zadecydowali, że dostęp Polaków do polskiej kultury powinien być drastycznie ograniczony: teatry, kina i kabarety powinny zostać zamknięte, dostęp do radia, prasy oraz edukacji powinny zostać zablokowane. Frank zasugerował aby Polakom regularnie pokazywano filmy propagandowe podkreślające zasługi i osiągnięcia Trzeciej Rzeszy oraz aby zwracano się do nich przez megafon. W przeciągu następnych tygodni wszystkie szkoły kształcące na poziomie wyższym niż średnie szkoły zawodowe zostały zamknięte. Podobny los spotkał teatry i wiele innych instytucji kultury. Jedyna polska gazeta wydawana na polskich ziemiach okupowanych również została zamknięta i rozpoczęły się aresztowania inteligencji polskiej.
W marcu 1940 Wydział Oświecenia Publicznego i Propagandy Generalnego Gubernatorstwa (Abteilung für Volksaufklärung und Propaganda), którego nazwa została rok później zmieniona na „Główny Wydział Propagandy” przejął kontrolę nad wszelkimi przejawami działalności kulturalnej. Dalsze wytyczne wydane wiosną i wczesnym latem były kontynuacją postanowień z wcześniejszego spotkania Goebbelsa i Franka. Jeden z pierwszych dekretów wydanych przez wydział zabraniał organizacji bez uzyskania uprzedniej zgody jakichkolwiek poza najbardziej „prymitywnymi” aktywnościami kulturalnymi. Spektakle „niskiej jakości” takie jak erotycznej czy pornograficznej natury nie tylko stanowiły wyjątek od tej reguły, ale miały zostać spopularyzowane w celu demoralizowania Polaków. Według Niemców miały one także pokazać światu „prawdziwą” polską kulturę oraz stworzyć wrażenie, że Niemcy nie ograniczają Polakom swobody ekspresji. Niemieccy specjaliści ds. propagandy zaprosili krytyków z krajów neutralnych na specjalnie zorganizowane „polskie” występy, które zostały celowo zaprojektowane tak, aby były odbierane jako nudne lub pornograficzne. Spektakle te zostały zaprezentowane zagranicznym gościom jako typowe przykłady polskiej kultury. Polsko-niemiecka współpraca w zakresie działalności kulturalnej, jak np. wspólne publiczne występy była surowo wzbroniona. W sierpniu 1940 został wprowadzony obowiązkowy system rejestracji dla pisarzy i artystów. W październiku zakazane zostało drukowanie książek w języku polskim, a istniejące już tytuły zostały ocenzurowane lub wycofane. To czy Nazistowskie Niemcy promowały pornografię w Polsce (lub w innych krajach) jest kwestionowane przez tych autorów, którzy podkreślają, że 23 lutego 1933 roku pornografia została zakazana przez Trzecią Rzeszę (Richard Plant, The Pink Triangle), a także że Hitler w Mein Kampf uważał, że pornografia jest nierozerwalnie powiązana ze światowym żydowskim spiskiem mającym na celu deprawację rasy aryjskiej.
W 1941 niemiecka strategia została rozwinięta i zaczęła wzywać do kompletnego unicestwienia Polaków, których Niemcy uważali za podludzi (Untermenschen). Planowano, że w przeciągu najbliższych 10–20 lat terytoria polskie zostaną całkowicie oczyszczone z ludności pochodzenia polskiego i zasiedlone przez niemieckich kolonistów  . Niemniej jednak założenia te pod wpływem niemieckich niepowodzeń militarnych i widma zbliżającego się frontu wschodniego w ostatnich latach okupacji (1943-44) zostały w pewnym stopniu złagodzone. Niemcy mieli nadzieję, że stonowanie restrykcji dot. polskiej kultury zmniejszą niepokoje i osłabią opór Polaków. W związku ze zmianą w polityce Polacy znów mogli zwiedzać muzea (pod warunkiem, że wspierały one niemiecką indoktrynację i propagandę) takie jak np. nowo otwarte Muzeum Chopina, które podkreślało nieistniejące niemieckie korzenie kompozytora. Restrykcje nałożone na edukację, teatr i występy muzyczne również zostały złagodzone.
Mając na uwadze fakt, iż II Rzeczpospolita była krajem wielokulturowym, niemiecka strategia usiłowała stworzyć i wspierać konflikty pomiędzy różnymi grupami etnicznymi zamieszkującymi polskie tereny, a w szczególności podsycać konflikty pomiędzy Polakami i Żydami oraz Polakami i Ukraińcami. W Łodzi Niemcy zmusili Żydów do pomocy w zniszczeniu pomnika Tadeusza Kościuszki i uwiecznili zajście na filmie. Wkrótce potem Niemcy otwarli ogień do żydowskiej synagogi i nagrali materiał filmowy ukazujący polskich naocznych świadków, który później został wykorzystany w celach propagandowych przedstawiających Polaków jako „mściwy motłoch”. Ta strategia znalazła także swoje odzwierciedlenie w niemieckiej decyzji zniszczenia polskiej edukacji, gdy w tym samym czasie Niemcy okazywali względną tolerancję w stosunku do ukraińskiego systemu edukacji. Wysokiej rangi niemiecki urzędnik Erich Koch, tymi słowy tłumaczył niemiecką politykę tworzenia konfliktów :

Trzeba zrobić wszystko, żeby Polak spotkawszy Ukraińca chciał go zabić, żeby Ukrainiec, zobaczywszy Polaka, też płonął pragnieniem jego śmierci.

#### Rabunek polskich dóbr kultury

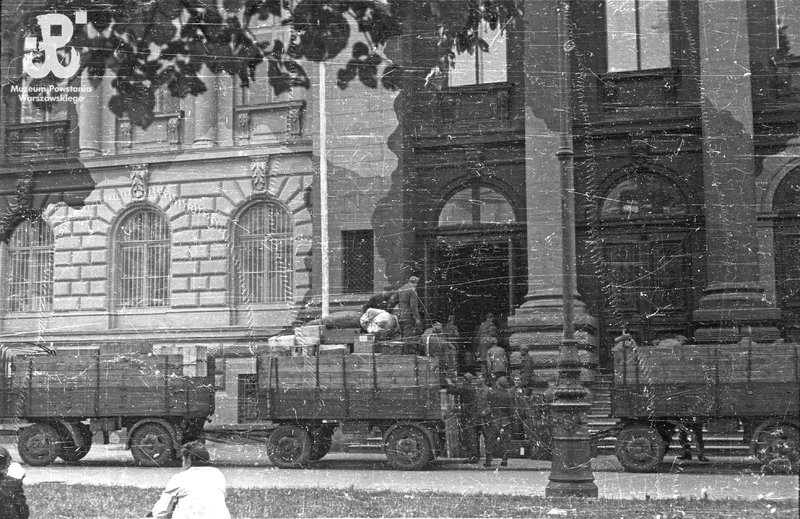
Niemcy rabujący Muzeum Zachęta w Warszawie, rok 1944

W 1939 roku, kiedy Niemcy zajęli tereny II Rzeczypospolitej, okupanci skonfiskowali polski mienie państwowe, a także znaczną część majątków prywatnych. Niezliczone dzieła sztuki zostały zrabowane i wywiezione do Niemiec, zgodnie z planem, który został opracowany jeszcze przed rozpoczęciem wojny. Grabieże były nadzorowane przez specjalistów z oddziałów SS-Ahnenerbe oraz Einsatzgruppen (grup operacyjnych) odpowiedzialnych za sztukę oraz Haupttreuhandstelle Ost odpowiedzialnych za inne cenne obiekty. Godne uwagi obiekty zagrabione przez Niemców to Ołtarz Wita Stwosza oraz obrazy Raphaela Santi, Rembrandta, Leonarda da Vinci, Canaletta i Bacciarellego . Większość najcenniejszych dzieł sztuki została skradziona przez nazistów w początkowym okresie wojny, tj. od listopada 1939 do końca 1942 roku. Niemieccy urzędnicy oszacowali, że udało im się przejąć ponad 90% ze wszystkich dzieł sztuki, które znajdowały się w Polsce przed rozpoczęciem wojny. Część zrabowanych dzieł została wysłana do niemieckich muzeów, takich jak planowane Führermuseum w Litz w Austrii. Pozostałe trafiły w prywatne ręce nazistowskich urzędników.
Podsumowując: ponad 516 000 dzieł sztuki zostało skradzione, wliczając w to 2800 obrazów malarzy europejskich, 11 000 prac malarzy polskich, 1400 rzeźb, 75 000 manuskryptów, 25 000 map i 90 000 książek (w tym ponad 20 000 sprzed roku 1800), a także tysiące innych przedmiotów o wartości artystycznej i historycznej. Nawet egzotyczne zwierzęta zostały skradzione z ogrodów zoologicznych.

### Destrukcja
Wiele ośrodków nauki i kultury – uniwersytetów, szkół, bibliotek, muzeów, teatrów oraz kin zostało zamkniętych i oznaczonych jako „Nur für Deutsche” (tylko dla Niemców). Dwadzieścia pięć muzeów oraz wiele innych instytucji zostało zniszczonych podczas wojny. Szacuje się, że w czasie wojny zniszczone zostało 43% polskiej infrastruktury edukacyjno-badawczej. Spośród 175 przedwojennych muzeów ocalało 105, a jedynie 33 były zdolne wznowić działalność po wojnie. Ze 603 instytucji naukowych jakie działały w Polsce przed wojną około połowa została całkowicie zniszczona, a jedynie kilka przetrwało wojnę względnie nienaruszone.

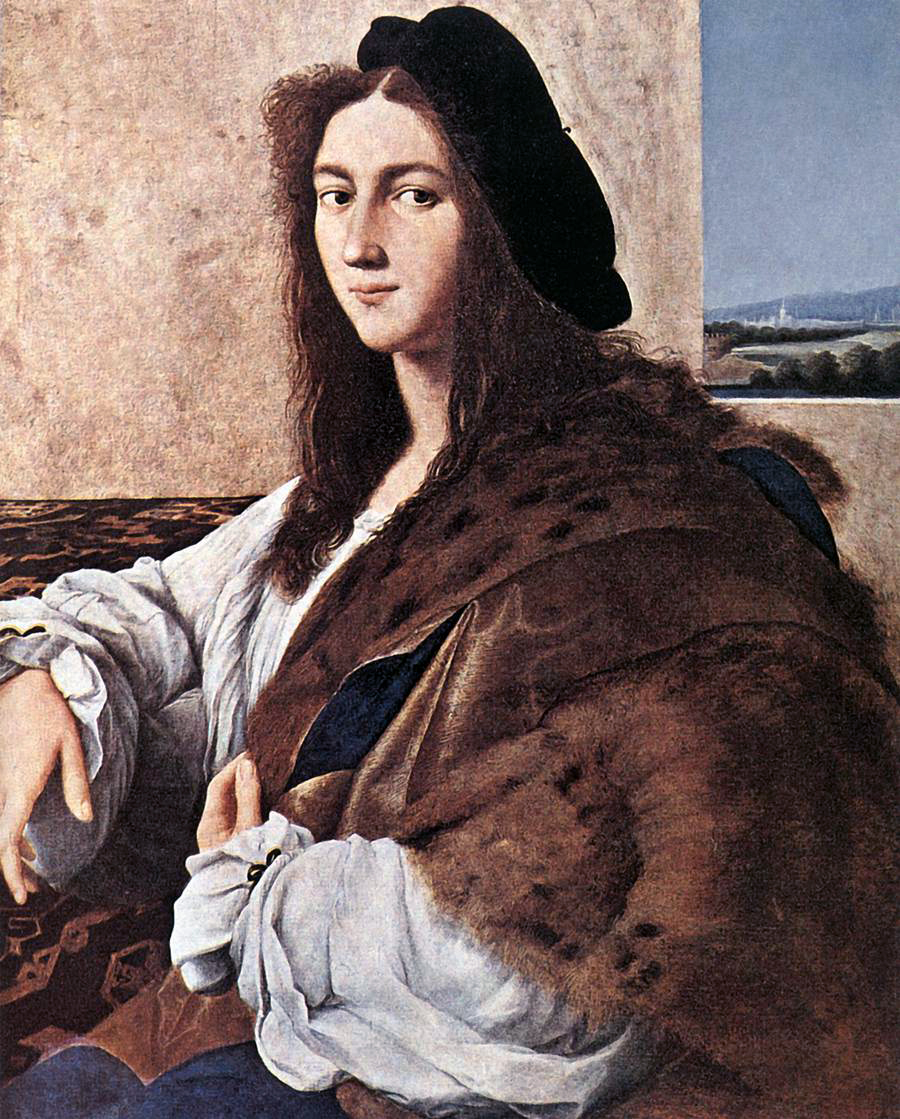
Portret młodzieńca namalowany w 1514 przez Rafaela Santi. Prawdopodobnie autoportret, Był najcenniejszym dziełem polskich muzeów, które zaginęło w czasie II wojny światowej. Do roku obraz 1945 znajdował się w Muzeum Czartoryskich w Krakowie, od czasu zaginięcia jego dalsze losy pozostają nieznane.

Wielu profesorów uniwersyteckich, podobnie jak nauczycieli, prawników, artystów, pisarzy, księży oraz innych członków polskiej inteligencji zostało aresztowanych i straconych lub przetransportowanych do obozów koncentracyjnych podczas operacji takich jak AB-Aktion (Akcja AB). W rezultacie kampanii AB-Aktion przeprowadzono akcję pacyfikacyjną Sonderaktion Krakau oraz mord profesorów lwowskich . Podczas wojny śmierć poniosło 39–45% polskich lekarzy i dentystów, 26–57% prawników, 15–30% nauczycieli oraz 30–40% naukowców i profesorów akademickich, a także 18–28% polskiego duchowieństwa  . Inteligencja Żydowska również była przedmiotem eksterminacji. Sposób postępowania Niemców został prosto ujęty w słowa przez nazistowskiego gauleitera: 

W moim okręgu (każdy Polak) przejawiający oznaki inteligencji zostanie zastrzelony.

Jednym z elementów polityki tłamszenia polskiej kultury była próba zniszczenia chrześcijaństwa w Polsce, ze szczególnym naciskiem na Kościół rzymskokatolicki. W niektórych częściach okupowanej Polski Polacy mieli ograniczony dostęp do nabożeństw lub nie mieli do nich dostępu w ogóle. Własność Kościoła była konfiskowana, zakazano używania języka polskiego podczas nabożeństw, a organizacje związane z Kościołem katolickim zostały zlikwidowane. Zakazano śpiewania niektórych pieśni religijnych oraz czytania ustępów z Biblii w miejscach publicznych. Największe prześladowania na tle religijnym miały miejsce w Kraju Warty (niem. Reichsgau Wartheland), który naziści traktowali jak laboratorium dla ich polityki antyreligijnej. Polski kler oraz przywódcy duchowi stali się celami eksterminacji, w czego efekcie stanowią istotną część polskiej inteligencji zamordowanej podczas II wojny światowej.

Aby zapobiec powstaniu kolejnej generacji wykształconych Polaków Niemieccy urzędnicy zarządzili limitowany dostęp do edukacji dla polskich dzieci. W wyniku czego dzieci miały dostęp jedynie do nauczania elementarnego. Reichsführer-SS Heinrich Himmler napisał w swoim memorandum z maja 1940 roku: 

Wyłącznym celem szkół jest nauczenie ich wykonywania prostych obliczeń, nic ponad liczbę 500; jak zapisać swoje imię oraz doktryny iż prawem boskim jest posłuszeństwo Niemcom... Uważam, że umiejętność czytania jest niepożądana.

Hans Frank wypowiadał się w tym samym tonie : 

Polacy nie potrzebują uniwersytetów ani szkół ponadpodstawowych; polskie ziemie mają zostać zamienione w intelektualną pustynię.

Sytuacja była szczególnie tragiczna na byłych polskich ziemiach nienależących do Generalnego Gubernatorstwa, a które zostały zaanektowane przez Trzecią Rzeszę. Ograniczenia edukacji różniły się w zależności od regionu, jednak zasadą ogólną stanowił fakt, że edukacja w języku polskim nie była dostępna. Niemiecka polityka zakładała germanizację polskiej populacji . Polscy nauczyciele zostali zwolnieni, a niektórzy z nich dostawali zaproszenia na spotkania z nową administracją, na których byli aresztowani lub poddawani natychmiastowej egzekucji. Część polskich dzieci była wysyłana do niemieckich szkół, podczas gdy pozostałe były posyłane do specjalnych szkół dla polskich dzieci, gdzie większość czasu spędzały pracując za darmo, najczęściej na niemieckich farmach, a rozmawianie po polsku było surowo karane. Od Polskich dzieci oczekiwano, że zaczną pracować w wieku 12–15 lat, kiedy ukończą edukacją podstawową. Na wschodnich terenach nie włączonych do Generalnej Guberni (Bezirk Bialystok, Komisariat Rzeszy Wschód i Komisariat Rzeszy Ukraina) wiele szkół podstawowych zostało zamkniętych, a większość nauczania była prowadzona w innych językach niż polski: po ukraińsku, białorusku i litewsku. Dla przykładu w regionie Bezirk Bialystok 86% szkół, które istniały tam przed wojną zostało zamknięte w pierwszych dwóch latach niemieckiej okupacji, a do końca trzeciego roku okupacji liczba ta wzrosła do 93%.

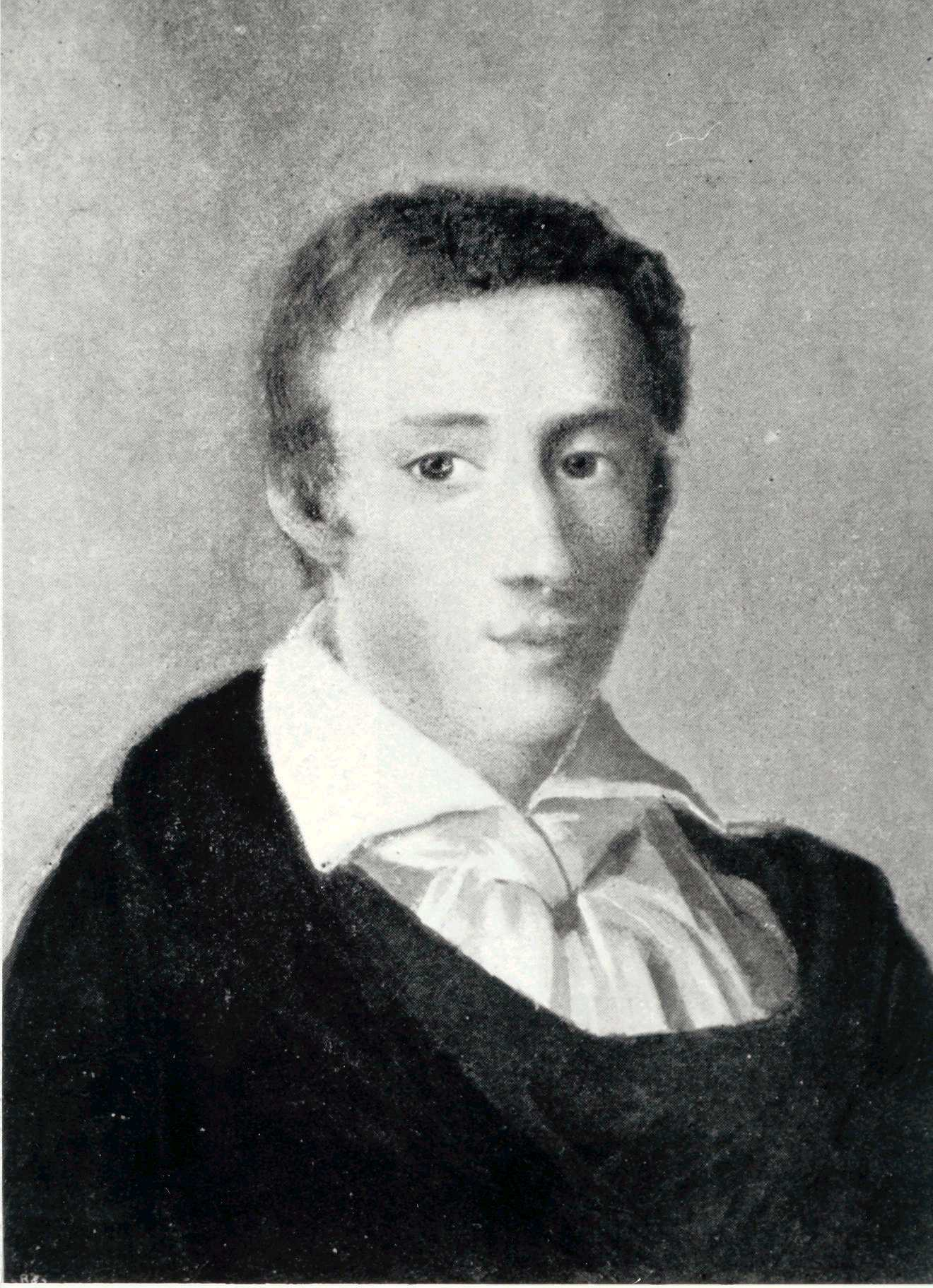
Zdjęcie najwcześniejszego, pochodzącego z 1829 portretu Fryderyka Chopina, wykonanego przez Ambrożego Mieroszewskiego. Zniszczony w Warszawie we wrześniu 1939.

Sytuacja szkół podstawowych była relatywnie lepsza na terenie Generalnej Guberni, jednakże przed końcem 1940 roku jedynie 30% przedwojennej liczby szkół nadal funkcjonowało, a jedynie 28% przedwojennej liczby uczniów do nich uczęszczało. Notatka niemieckiej policji z sierpnia 1943 roku w taki sposób opisuje ówczesną sytuację:
Uczniowie są stłoczeni i pozbawieni niezbędnych materiałów, a także często wykwalifikowanej kadry nauczycielskiej. Co więcej, polskie szkoły pozostają zamknięte przez co najmniej 5 miesięcy w dziesięciomiesięcznym roku szkolnym z powodu braku węgla czy innego opału. Z około dwudziestu-trzydziestu przestronnych budynków szkolnych jakie działały w Krakowie przed 1939 rokiem, dziś w użyciu są dwa najgorsze... Codziennie uczniowie uczęszczają na lekcje w systemie zmianowym. W tych okolicznościach dzień szkolny, który normalnie trwałby 5 godzin jest zredukowany do 1 godziny.
W Generalnej Guberni szkoły, które nie zostały zamknięte zostały podporządkowane niemieckiemu systemowi edukacji, a ilość oraz kompetencje polskiej kadry nauczycielskiej zostały zredukowane . Wszystkie uniwersytety i szkoły ponadpodstawowe zostały zamknięte – jeśli nie natychmiast po inwazji, to w przeciągu 10 miesięcy od rozpoczęcia wojny  . Przed końcem 1940 roku zostały zamknięte wszystkie polskie instytucje oświaty kształcące na wyższym poziomie niż szkoły zawodowe, a i te uczyły jedynie w zakresie elementarnym handlu i techniki wymaganej przez nazistowską gospodarkę. Edukacja podstawowa miała trwać siedem lat, jednakże zajęcia w ostatnich dwóch latach były ograniczone do jednych zajęć w tygodniu. Pieniądze potrzebne do ogrzania szkół zimą nie były zapewnione. Klasy i szkoły były łączone, polscy nauczyciele zwalniani, a powstałe w rezultacie oszczędności przeznaczane były na tworzenie szkół dla niemieckiej mniejszości bądź na budowę baraków dla niemieckich oddziałów. Nie kształcono nowych polskich nauczycieli. Program nauczania był ocenzurowany, przedmioty takie jak literatura, historia czy geografia zostały usunięte z programu nauczania . Stare podręczniki zostały skonfiskowane, a biblioteki szkolne zamknięte. Nowymi celami edukacji młodych Polaków było przekonanie ich o beznadziejnym losie narodu polskiego oraz nauka posłuszeństwa i szacunku w stosunku do Niemców. Osiągano to rozmyślnymi metodami, takimi jak: najazdy policji na szkoły, inspekcje policyjne rzeczy należących do uczniów, masowe aresztowania uczniów i nauczycieli, wykorzystywanie uczniów jako pracowników przymusowych, często wysyłając ich do Niemiec na roboty sezonowe.

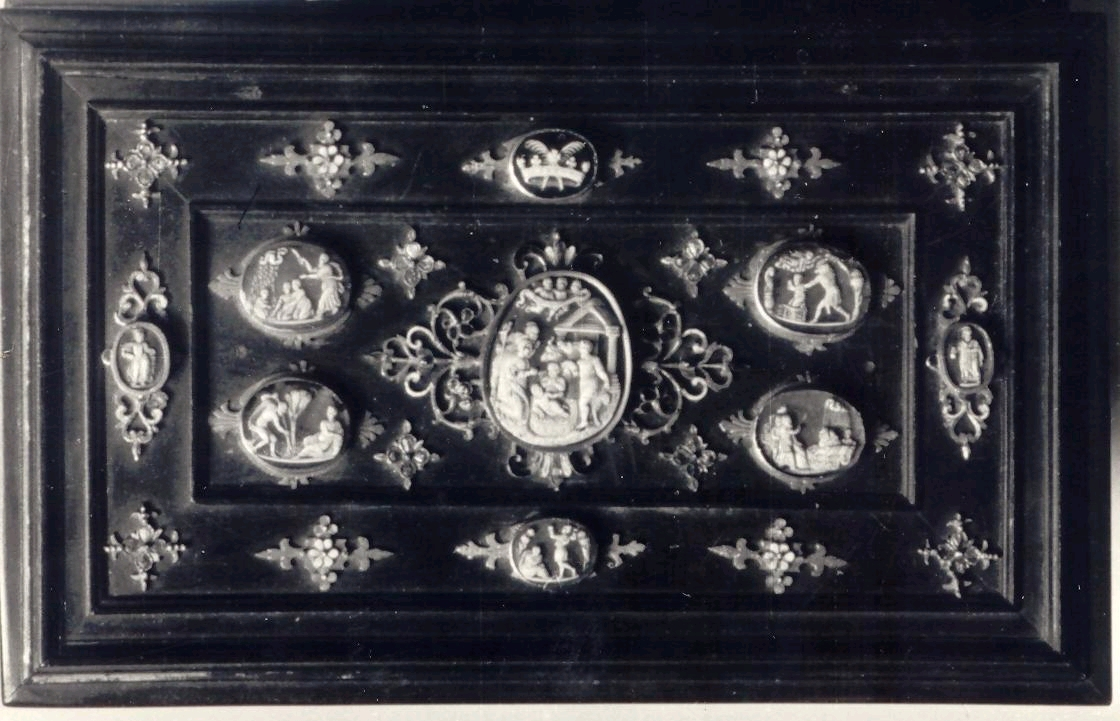
XVI wieczna królewska szkatułka, będąca niegdyś własnością królowej Bony Sforzy skradziona i zniszczona przez Niemców w 1939

Niemcy szczególnie gorliwie niszczyli kulturę żydowską w Polsce, w wyniku czego niemal wszystkie drewniane synagogi uległy zniszczeniu. Zakazano także sprzedaży żydowskiej literatury na terenie Polski. Polską literaturę spotkał podobny los na terytoriach zaanektowanych przez Trzecią Rzeszę, gdzie zakazano sprzedaży polskich książek. Publiczne niszczono polskie książki odebrane bibliotekom, a także te skonfiskowane w domach prywatnych. Ostatnie polskie tytuły, które nie zostały wcześniej zakazane zostały wycofane w 1943 roku. Konfiskacie podlegały nawet polskie modlitewniki. Wkrótce po rozpoczęciu okupacji zamknięta została większość bibliotek – w Krakowie około 80% bibliotek zostało zamkniętych, a zbiory pozostałych zostały zdziesiątkowane przez cenzorów. Okupanci zniszczyli wiele polskich bibliotek i księgozbiorów takich jak: biblioteka Sejmu i Senatu, biblioteka Zamoyskich, biblioteka Przeździeckich, Centralna Biblioteka Wojskowa czy księgozbiory Muzeum Polskiego w Rapperswilu . W 1941 roku zamknięto w Warszawie ostatnie działające biblioteki publiczne znajdujące się na ziemiach okupywanych przez Niemców. Podczas wojny biblioteki warszawskie straciły około miliona książek, stanowiących 30% ich zbiorów. Ponad 80% z nich uległo zniszczeniu w wyniku czystek, a nie bezpośredniego konfliktu militarnego. W sumie szacuje się, iż publiczne biblioteki i instytucje straciły około 10 milionów książek podczas II wojny światowej.
Polskie flagi oraz inne symbole były konfiskowane. Wojna wypowiedziana językowi polskiemu polegała między innymi na usuwaniu znaków i napisów w języku polskim oraz zakazie używania języka polskiego w miejscach publicznych. Ludzie rozmawiający po polsku w miejscach publicznych byli często wyzywani oraz musieli się liczyć z tym, że mogą zostać pobici. Panowała germanizacja nazw miejscowości i geograficznych . Wiele skarbów polskiej kultury – w tym miejsca pamięci, tablice i pomniki bohaterów narodowych (np. pomnik Adama Mickiewicza w Krakowie) zostało zniszczonych. W Toruniu zniszczone zostały wszystkie pomniki oraz tablice upamiętniające. Na terenie Polski nazistom udało się zniszczyć dziesiątki pomników, a planowali zrównanie z ziemią całych miast .

### Cenzura i propaganda

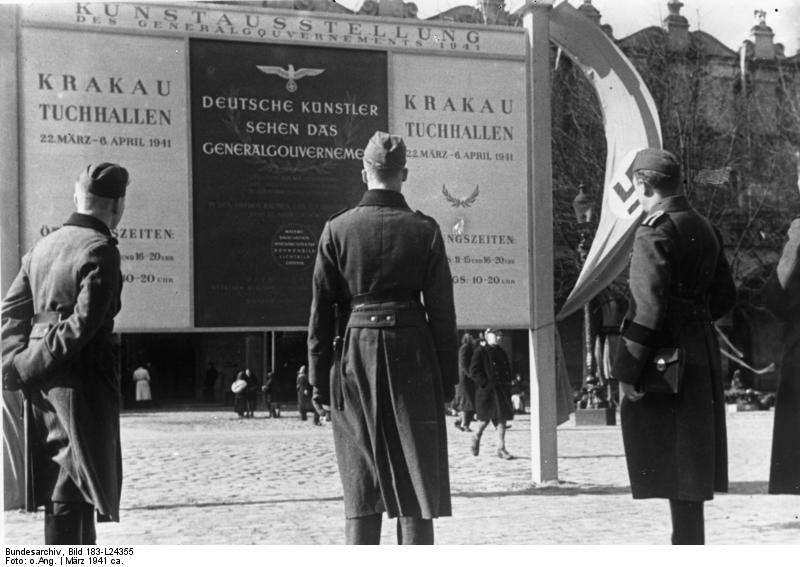
Kraków, 1941. Afisz wystawy w Sukiennicach pt. „Jak niemieccy artyści widzą Generalną Gubernię”

Niemcy zakazali publikacji wielu książek, studiów literackich oraz prac naukowych w języku polskim. W 1940 roku kilka kontrolowanych przez Niemców drukarni rozpoczęło działalność w okupywanej Polsce, publikując takie książki jak słowniki polsko-niemieckie czy powieści o wydźwięku antysemickim.
Cenzura najpierw na cel wzięła sobie książki uważane za „poważne”, takie jak teksty naukowe czy edukacyjne oraz materiały uważane za promujące polski patriotyzm. Tylko beletrystyka wolna od antyniemieckich tonów była dozwolona. Indeks zabronionych publikacji zawierał mapy, atlasy geograficzne, publikacje w językach angielskim oraz francuskim, w tym także słowniki. Powstało kilka niepublicznych spisów tytułów zakazanych, a ponad 1500 polskich pisarzy zostało uznanych za „groźnych dla niemieckiego kraju i kultury”. Lista autorów objętych zakazem zawierała takie nazwiska jak: Adam Mickiewicz, Juliusz Słowacki, Stanisław Wyspiański, Bolesław Prus, Stefan Żeromski, Józef Ignacy Kraszewski, Władysław Reymont, Stanisław Wyspiański, Julian Tuwim, Kornel Makuszyński, Leopold Staff, Eliza Orzeszkowa czy Maria Konopnicka. Sprzedaż obwoźna książek była zakazana, a samo posiadanie zakazanych tytułów podlegało karze więzienia. Nowe prawo stanowiło, że księgarnie musiały się starać o licencję na prowadzenie działalności, choć i tak były opustoszałe bądź zamykane.

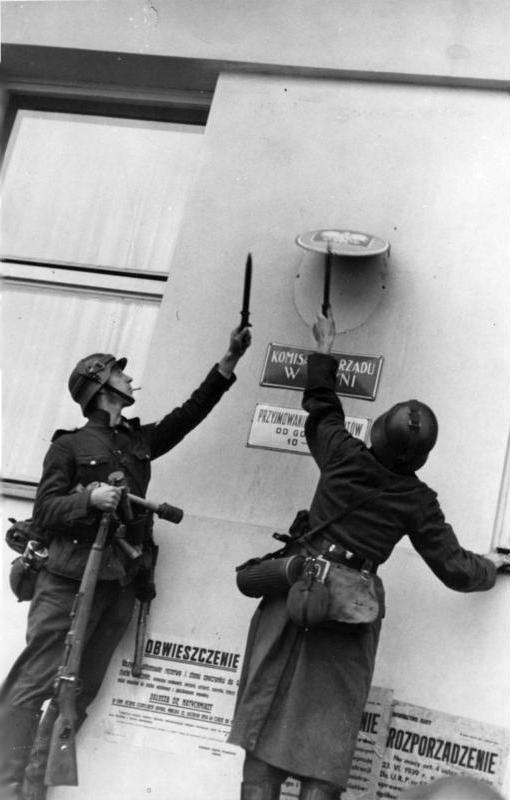
Żołnierze Wehrmachtu niszczą polskie godło w Gdyni, wrzesień 1939.

Posiadanie radia przez obywateli polskich było zakazane pod groźbą kary śmierci. Prasa została niemalże całkowicie zlikwidowana. W porównaniu do 2000 tytułów publikowanych przed wojną, po inwazji wydawanych było jedynie kilkadziesiąt, z czego wszystkie cenzurowane przez nazistów. Wszystkie przedwojenne gazety zostały zamknięte, a kilka tytułów publikujących podczas niemieckiej okupacji było nowymi kreacjami stworzonymi dla celów propagandowych. Tak bezwzględna destrukcja prasy stała się zjawiskiem bezprecedensowym we współczesnej historii. Jedynymi oficjalnie dostępnymi publikacjami były materiały propagandowe rozpowszechniane przez niemiecki zarząd okupacyjny. Kina, które teraz znalazły się pod niemiecką kontrolą zostały zdominowane przez niemieckie filmy, których wyświetlanie było poprzedzane propagandowymi kronikami filmowymi. Jedynie kilka polskich filmów uzyskało zgodę na projekcje (polskie filmy stanowiły około 20% programu), a i one zostały przeedytowane w celu usunięcia polskich symboli narodowych oraz żydowskich aktorów. Zrealizowano także kilka filmów propagandowych w języku polskim, jakkolwiek polskie filmy nie były wyświetlane przed 1943 rokiem. Wszystkie zyski z polskich kin były kierowane do niemieckiego przemysłu zbrojeniowego, co wywołało reakcję Polskiego Podziemia polegającą na odwodzeniu Polaków od uczęszczania do kin. Rozpropagowali oni słynne hasło: „Tylko świnie siedzą w kinie”. Podobny los spotkał polskie teatry, którym zakazano wystawiania „poważnych” spektakli. Pewna liczba spektakli propagandowych została stworzona na potrzeby kontrolowanych przez nazistów polskich teatrów. Jednakże produkcje teatralne były bojkotowane przez Polskie Podziemie. W dodatku aktorzy byli zniechęcani do brania w nich udziału i straszeni przypięciem im etykietki kolaborantów, jeśli nie zaprzestaną swojej działalności. Ku ironii, restrykcje nałożone na przedsięwzięcia kulturalne w żydowskich gettach były łagodniejsze, ponieważ Niemcy chcieli rozproszyć oraz osłabić ich czujność, co miało zapobiec zrozumieniu przez nich planowanego dla nich przez nazistów losu.
Najmniej prześladowaną przez nazistów działalnością kulturalną była muzyka, przypuszczalnie dlatego, iż Hans Frank uważał się za fana muzyki poważnej. Stał on za rozkazem utworzenia Orkiestry i Symfonii Generalnej Guberni z siedzibą w jej stolicy, Krakowie. Wiele występów muzycznych odbywających się w kawiarniach i kościołach było dozwolonych, a polskie podziemie zdecydowało się na bojkot jedynie zdominowanej przez propagandę opery.
Artyści, tacy jak malarze i rzeźbiarze, byli zmuszani do rejestracji w urzędzie Generalnej Guberni, a ich twórczość była generalnie tolerowana przez podziemie, z wyjątkiem dzieł i twórców powielających niemiecką propagandę. Zamknięte muzea zostały zastąpione przez tymczasowe wystawy popularyzujące nazistowską propagandę.
W rozwoju nazistowskiej propagandy w okupowanej Polsce mogą zostać wyróżnione dwie główne fazy: wstępne wysiłki mające na celu stworzenie negatywnego obrazu przedwojennej Polski oraz późniejsze starania mające na celu stworzenie antyradzieckich, antysemickich oraz proniemieckich postaw wśród polskiej ludności.

## Okupacja sowiecka
Zobacz też: Represje ZSRR wobec Polaków i obywateli polskich 1939–1946, Zbrodnia katyńska

Po radzieckiej inwazji na Polskę (rozpoczętej 17 września 1939 roku), która nastąpiła po rozpoczynającej II wojnę światową Niemieckiej inwazji, Związek Radziecki zaanektował wschodni obszar II RP (Kresy) obejmujące tereny o powierzchni 201,015 km², zamieszkiwane przez 13,299 milionów ludzi. Hitler i Stalin dzielili pogląd, iż polskie życie kulturalne i polityczne powinno zostać unicestwione. Jak trafnie ujął to historyk Niall Ferguson

Przestaje istnieć nie tylko miejsce, ale także jego idea.

Radziecki rząd uznał służbę przedwojennej Polsce za „zbrodnię przeciwko rewolucji” oraz „działalność kontrrewolucyjną” w wyniku czego aresztowanych zostało wielu członków polskiej inteligencji, polityków, urzędników cywilnych i naukowców, a także zwykłych obywateli podejrzanych o stwarzanie zagrożenia dla władzy radzieckiej. Ponad milion obywateli polskich zostało zesłanych na Syberię. Wielu trafiło na dziesiątki lat do radzieckich obozów pracy – gułagów. Wielu innych zostało zamordowanych, w tym 20 000 członków inteligencji polskiej straconych w Katyniu wiosną 1940 roku, wliczając w to ponad 10 tys. oficerów wojska i policji, co stanowiło połowę ówczesnego korpusu oficerskiego Wojska Polskiego.

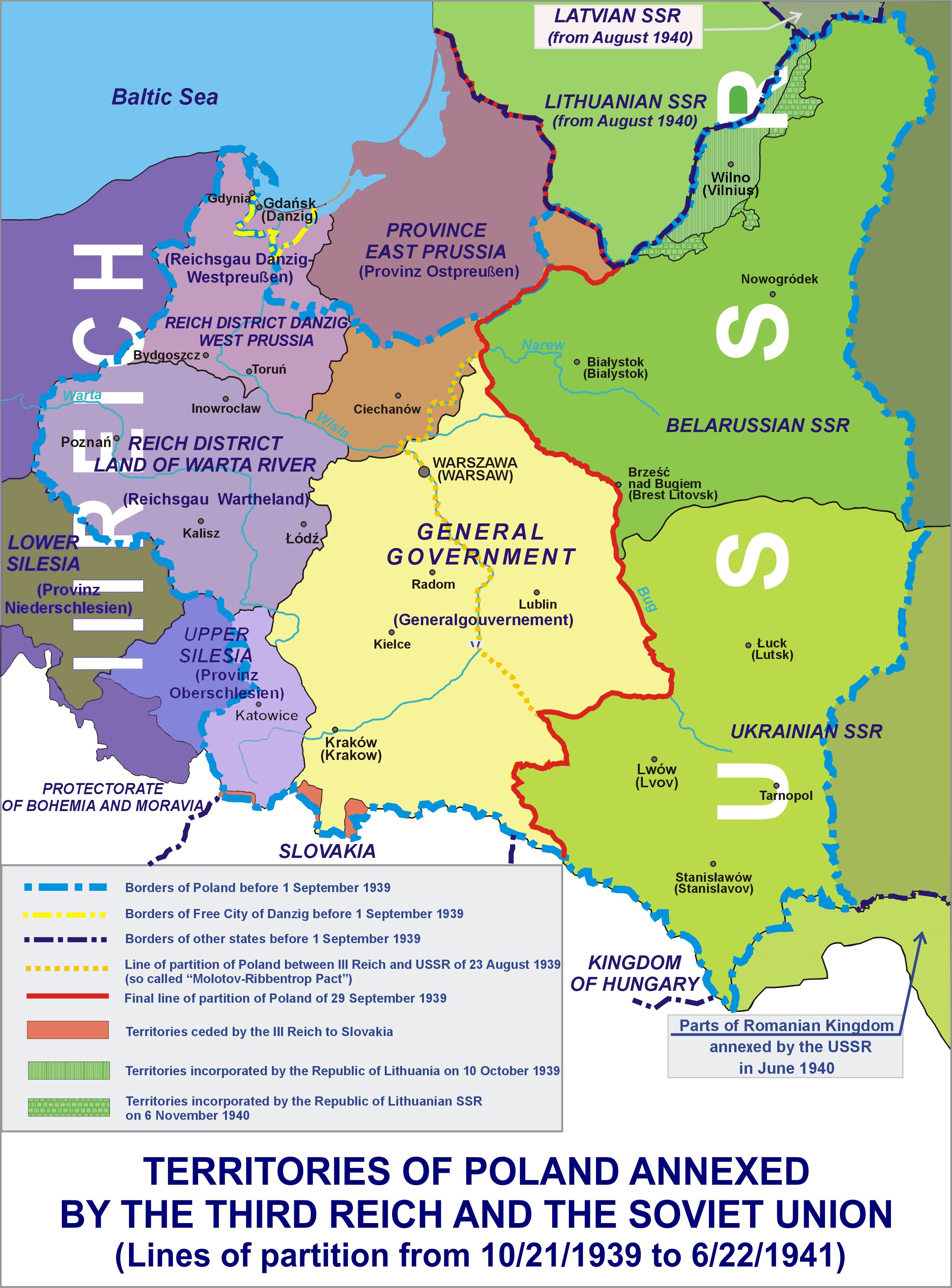
Czwarty rozbiór Polski w latach 1939–1941, na mocy paktu Ribbentrop-Mołotow

Rosjanie szybko rozpoczęli sowietyzację zaanektowanych terenów, wprowadzając przymusową kolektywizację. Rozpoczęły się konfiskaty, nacjonalizacja oraz następne rozprowadzanie własności prywatnej oraz państwowej. W procesie sowietyzacji zlikwidowano i zakazano działalności wszystkich partii politycznych oraz stowarzyszeń o charakterze publicznym, a ich przywódców uwięziono lub stracono jako „wrogów ludowych”. W ramach radzieckiej polityki antyreligijnej kościoły i organizacje religijne objęte zostały represjami i prześladowaniami. 10 lutego 1940 roku NKWD rozpoczęło kampanię terroru skierowaną przeciwko „elementowi antyradzieckiemu” w okupywanej Polsce. Celem stali się wszyscy Polacy, którzy często odbywali zagraniczne podróże, osoby prowadzące korespondencję zagraniczną, ludzie posługujący się językiem esperanto, filateliści, pracownicy Czerwonego Krzyża, uchodźcy, przemytnicy, księża, przemysłowcy oraz właściciele hoteli i restauracji. Celem działań podejmowanych przez Stalina, podobnie jak Hitlera było zniszczenie polskiego społeczeństwa.

Radzieckie władze starały się usunąć i zniszczyć wszelkie ślady polskiej historii na okupywanych przez nich terenach. Używanie nazwy Polska zostało zakazane. Polskie pomniki zostały zniszczone, a instytucje rozwiązanego Państwa Polskiego zostały zlikwidowane, w tym Uniwersytet Lwowski, a następnie otwarte ponownie jako radzieckie instytucje; w większości pod rosyjskim zarządem. Radziecka ideologia komunistyczna stała się myślą przewodnią prowadzonej edukacji. Polskie studia nad literaturą i językiem zostały zlikwidowane przez władze okupacyjne, a język polski został zastąpiony przez rosyjski bądź ukraiński. Książki w języku polskim były palone nawet w szkołach podstawowych. Polscy nauczyciele nie byli wpuszczani do szkół, a wielu zostało aresztowanych. Lekcje były prowadzone w językach białoruskim, litewskim oraz ukraińskim zgodnie z nowym proradzieckim programem nauczania. Większość badaczy akademickich uważa, za historykami M.R.D. Footem and I.C.B. Dearem, że 

Na terenach objętych radziecką okupacją, warunki były jedynie marginalnie mniej złe niż pod niemiecką okupacją.

We wrześniu 1939 roku wielu polskich Żydów uciekło a wschód, jednak po kilku miesiącach spędzonych pod radzieckimi rządami, niektórzy z nich chcieli powrócić na polskie tereny okupywane przez Niemców.

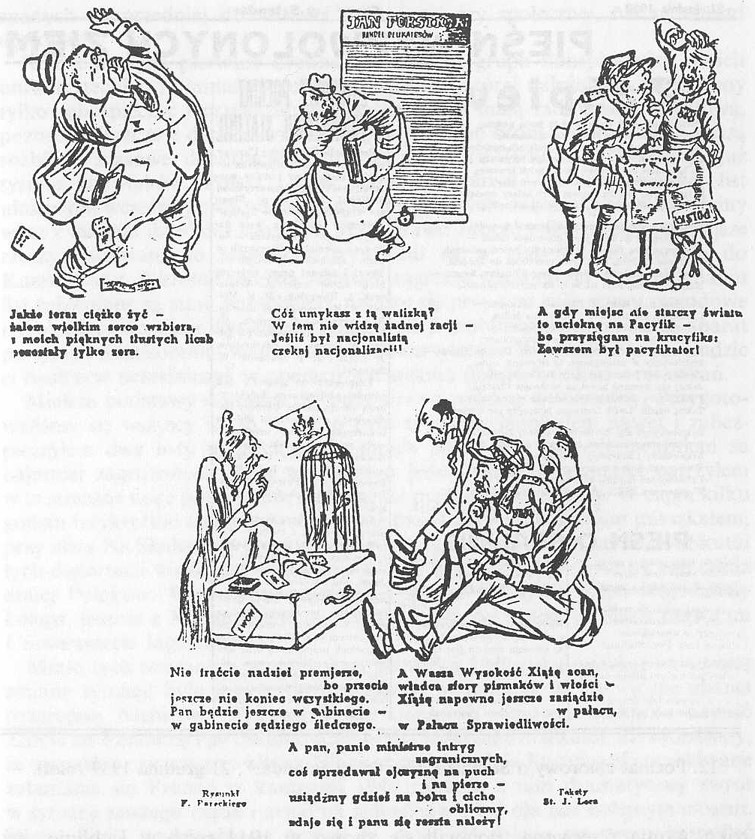
Karykatury będące elementem radzieckiej propagandy opublikowane w języku polskim we wrześniu 1940 roku we Lwowie, piętnujące polskich „wrogów ludowych”- biznesmena, wojskowego, arystokratów.

Wszystkie publikacje i media były obiektem cenzury. Władze radzieckie rekrutowały polskich intelektualistów lewicowych, którzy gotowi byli podjąć współpracę   . Wkrótce po radzieckiej inwazji Stowarzyszenie Ukraińskich Pisarzy stworzyło oddział lokalny we Lwowie, gdzie otwarto polskojęzyczny teatr oraz radio . Polska działalność kulturalna w Mińsku oraz Wilnie były gorzej zorganizowane  . Wszelkie publiczne przejawy polskiej kultury były ściśle nadzorowane przez radzieckie organa władzy, które czuwały aby polska działalność kulturalna przedstawiała reżim radziecki w pozytywnym świetle oraz szkalowała Rząd II RP .
Radzieckie wsparcie dla polskiej działalności kulturalnej motywowane celami propagandowymi stało w sprzeczności z oficjalną polityką rusyfikacji. Radzieccy okupanci początkowo planowali całkowicie usunąć język polski ze szkół, znaków ulicznych oraz innych aspektów życia publicznego. Ta polityka jednakże w czasie ulegała zmianom, najpierw przed wyborami w październiku 1939 roku, a następnie po raz drugi po niemieckiej inwazji na Francję. Jesienią 1940 roku Polacy we Lwowie mogli obserwować obchody 85-lecia śmierci Adama Mickiewicza. Niedługo potem Stalin jednak zdecydował ponownie implementować politykę rusyfikacji . Kiedy po ataku Niemiec na Związek Radziecki pojawiło się zapotrzebowanie na polskojęzyczną proradziecką propagandę, Stalin mienił zdanie po raz kolejny. W efekcie zezwolił on na utworzenie Armii Polskiej na Wschodzie, a także później również Polski Rzeczypospolitej Ludowej  .
Wielu polskich autorów kolaborowało z radzieckim okupantem, pisząc antypolskie paszkwile  i utwory krzewiące radziecką propagandę   . Znaleźli się wśród nich: Jerzy Borejsza, Tadeusz Boy-Żeleński, Kazimierz Brandys, Janina Broniewska, Jan Brzoza, Teodor Bujnicki, Leon Chwistek, Zuzanna Ginczanka, Halina Górska, Mieczysław Jastrun, Stefan Jędrychowski, Stanisław Jerzy Lec, Tadeusz Łopalewski, Juliusz Kleiner, Jan Kott, Jalu Kurek, Karol Kuryluk, Leopold Lewin, Anatol Mikułko, Jerzy Pański, Leon Pasternak, Julian Przyboś, Jerzy Putrament, Jerzy Rawicz, Adolf Rudnicki, Włodzimierz Słobodnik, Włodzimierz Sokorski, Elżbieta Szemplińska, Anatol Stern, Julian Stryjkowski, Lucjan Szenwald, Leopold Tyrmand, Wanda Wasilewska, Stanisław Wasilewski, Adam Ważyk, Aleksander Weintraub oraz Bruno Winawer   .
Wśród polskich autorów znalazło się także wielu, którzy odmówili współpracy z władzami okupacyjnymi i publikowali w Podziemiu: Jadwiga Czechowiczówna, Jerzy Hordyński, Jadwiga Gamska-Łempicka, Herminia Naglerowa, Beata Obertyńska, Ostap Ortwin, Tadeusz Peiper, Teodor Parnicki czy Juliusz Petry   . Niektóry pisarze, jak Władysław Broniewski po kilkumiesięcznym okresie kolaboracji z władzami radzieckimi przyłączyli się do antyradzieckiej opozycji   . Podobnie Aleksander Wat, początkowo sympatyzujący z komunizmem został aresztowany przez NKWD i zesłany do Kazachstanu .

## Kultura podziemna

### Patroni kultury
Na ziemiach polskich utrzymywano tajną edukację, publikowano publikacje, a nawet działał teatr  . Polskie Państwo Podziemne utworzyło Departament Oświaty i Kultury (pod kierownictwem Czesława Wycecha), który wraz z Departamentem Pracy i Opieki Społecznej (pod kierownictwem Jana Stanisława Jankowskiego, a później Stefana Matei oraz Franciszka Białasa) oraz Departamentem Likwidacji Skutków Wojny (pod kierownictwem Antoniego Olszewskiego, Bogdana Domosławskiego oraz Władysława Leśniewskiego), stały się patronami polskiej kultury podziemnej . Te departamenty nadzorowały wysiłki mające na celu uchronienie dzieł sztuki znajdujących się w państwowych i prywatnych kolekcjach od splądrowania i zniszczenia (np. obrazy Jana Matejki zostały ukryte podczas wojny). Opracowane także zostały raporty na temat skradzionych i zniszczonych dzieł, a artystom i naukowcom wraz z rodzinami zostały zapewnione niezbędne środki do życia aby mogli oni kontynuować swoją pracę . Sponsorowano także podziemne publikacje (bibuła) dzieł Winstona Churchilla, Arkadego Fiedlera oraz 10 000 kopii elementarzy, a także wspierano artystów tworzących anty-nazistowskie prace (które były rozpowszechniane w ramach Akcji N i jej podobnych) . Okazjonalnie sponsorowane były także podziemne wystawy sztuki, występy teatralne i koncerty .
Innymi ważnymi patronami polskiej kultury byli kościół katolicki oraz polscy arystokraci, którzy podobnie wspierali artystów i chronili polskie dziedzictwo (do znakomitych patronów zaliczali się np. kardynał Adam Sapieha oraz były polityk Janusz Radziwiłł) . Niektórzy prywatni wydawcy, jak Stefan Kamieński, Zbigniew Mitzner, a także Zakład Narodowy im. Ossolińskich płacili pisarzom za książki, które miały zostać wydane po wojnie.

### Edukacja
W odpowiedzi na zamknięcie i ocenzurowanie przez Niemców polskich szkół, opór wśród nauczycieli spowodował niemal natychmiastowe utworzenie podziemnych zajęć i wykładów na dużą skalę. Tajna Organizacja Nauczycielska (TON) powstała już w październiku 1939 roku. Inne organizacje, które działały lokalnie, po roku 1940 były w coraz większym stopniu podporządkowane i koordynowane przez TON we ścisłej współpracy z Departamentem Oświaty i Kultury, utworzonym jesienią 1941 roku i kierowanym przez Czesława Wycecha – twórcę TON. Zajęcia odbywały się pod przykrywką oficjalnie dozwolonych działalności, bądź w domach prywatnych lub innych miejscach. Do roku 1942 około 1 500 000 uczniów wzięło udział w podziemnej edukacji wczesnoszkolnej; w 1944 roku nauczanie na poziomie średnim objęło około 100 000 uczniów, a kursy uniwersyteckie były uczęszczane przez około 10 000 studentów (dla porównania, przedwojenny nabór na uniwersytety wynosił około 30 000 studentów w roku akademickim 1938/1939)  . Ponad 90 000 uczniów uczęszczało na zajęcia na poziomie nauczania średniego prowadzone przez niemal 6000 nauczycieli w czterech dystryktach Generalnej Guberni (skupionych wokół Warszawy, Krakowa, Radomia i Lublina) w latach 1943 i 1944. W sumie, w tamtym okresie w Generalnym Gubernatorstwie, jedno na troje dzieci otrzymywało jakąś formę edukacji od podziemnych organizacji; odsetek ten wzrastał aż do 70% dla dzieci wystarczająco dużych aby uczęszczać do szkoły średniej . Szacuje się, że w niektórych wiejskich regionach odsetek uczących się dzieci uległ poprawie (najprawdopodobniej dlatego, że zajęcia były organizowane w niektórych przypadkach przez nauczycieli, którzy uciekli lub zostali deportowani z miast) . W porównaniu do przedwojennych klas, nieobecność polskich Żydów na zajęciach była zauważalna, jako że zostali oni zamknięci przez Niemców w gettach. Podziemna edukacja istniała także tam, często organizowana przy wsparciu polskich organizacji jak TON. Uczniowie tajnych kompletów byli często członkami polskiego ruchu oporu.

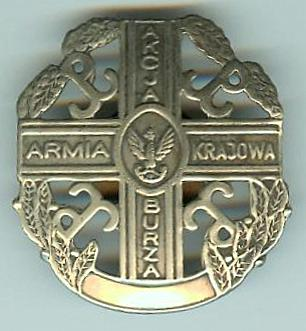
Odznaka AK przyznawana za udział w akcji „Burza”

W samej Warszawie działało około 70 tajnych szkół z 2000 nauczycieli i 21 000 uczniów. Podziemny Uniwersytet Warszawski wykształcił około 3700 studentów, nadając 64 tytuły magistra i 7 tytułów doktora nauk. Politechnika Warszawska podczas okupacji wykształciła około 3000 studentów, nadając 186 tytułów inżyniera, 18 tytułów doktora nauk oraz 16 stopni doktora nauk habilitowanego. Uniwersytet Jagielloński nadał 468 stopni magisterskich oraz 62 tytuły doktora nauk, zatrudniając około 100 profesorów i nauczycieli, i kształcąc około 1000 studentów rocznie. Wiele innych uniwersytetów i innych instytucji edukacji wyższej (muzycznej, teatralnej, artystycznej i innych) kontynuowało prowadzenie zajęć na polskich ziemiach w czasie wojny. Prowadzone były nawet naukowe badania (dla przykładu przez Władysława Tatarkiewicza i lingwistę Zenona Klemensiewicza). Blisko 1000 polskich naukowców otrzymało wsparcie finansowe od Polskiego Państwa Podziemnego pozwalające im na kontynuowanie ich działalności naukowej.
Niemiecki stosunek do podziemnej edukacji zależał od tego, czy miała ona miejsce w Generalnej Guberni czy na terenach zaanektowanych przez III Rzeszę. Niemcy do roku około 1943 niemal z pewnością odkryli pełną skalę polskiej edukacji podziemnej, ale przypuszczalnie traktując priorytetowo walkę ze zbrojnym ruchem oporu, nie dysponowali wystarczającymi zasobami ludzkimi aby położyć kres tym praktykom. Niemiecki raport z 1943 roku na temat edukacji przyznaje, że z powodu braku zasobów ludzkich i środków transportu, a także aktywności ruchu oporu, kontrola na tym czego uczy się w szkołach była trudna. Niektóre szkoły na przekór władzom niemieckim na wpół jawnie nauczały niedozwolonych tematów. Hans Frank zauważył w 1944 roku, że jakkolwiek polscy nauczyciele są „moralnym wrogiem” Państwa Niemieckiego, niemożliwe jest zlikwidowanie ich wszystkich natychmiastowo. Tajne komplety były postrzegane jako znacznie poważniejszy problem na terenach zaanektowanych przez III Rzeszę, jako że utrudniały one germanizację ludności. Udział w podziemnej edukacji na tych terenach wiązał się ze znacznie wyższym prawdopodobieństwem zesłania do obozu koncentracyjnego.

### Prasa i literatura
Istniało ponad 1000 podziemnych tytułów gazet; wśród najważniejszych można wymienić Biuletyn Informacyjny Armii Krajowej oraz Rzeczpospolitą Delegatury Rządu na Kraj. Oprócz wiadomości (głównie przechwyconych z zachodnich transmisji radiowych), wydawane były setki publikacji podziemnych poświęconych polityce, ekonomii, edukacji oraz literaturze (np. Sztuka i Naród). Najwyższy odnotowany nakład w liczbie 43 000 egzemplarzy osiągnął Biuletyn Informacyjny; podczas gdy przeciętny nakład większej publikacji wynosił około 1000–5000 sztuk. Polskie podziemie publikowało także broszury i ulotki udające materiały publikowane przez wyimaginowane niemieckie antynazistowskie organizacje, mające na celu szerzenie dezinformacji i obniżenie morale wśród Niemców. Drukowano także niewielkie ilości książek. Podziemie zajmowało się również wydawaniem materiałów propagandowych, jak np. plakatów o tematyce patriotycznej, czy fałszywych plakatów niemieckiej administracji nakazujących Niemcom ewakuowania się z Polski lub nakazujące Polakom rejestrowania kotów domowych.
Dwoma największymi podziemnymi wydawnictwami w Polsce były Biuro Informacji i Propagandy Armii Krajowej oraz Delegatura Rządu na Kraj. Tajne Wojskowe Zakłady Wydawnicze Jerzego Rutkowskiego (podporządkowane Armii Krajowej) były prawdopodobnie największym podziemnym wydawnictwem w świecie. Oprócz polskich tytułów Armia Krajowa zajmowała się także drukiem fałszywych gazet niemieckich (Akcja N). Większość polskiej prasy podziemnej była zlokalizowana w okupowanej Warszawie. Do powstania warszawskiego w lecie 1944 roku Niemcy wykryli ponad 16 zakonspirowanych drukarni (których załogi były zazwyczaj poddawane egzekucji lub wysłane do obozów koncentracyjnych). Drugim co do wielkości ośrodkiem polskiego wydawnictwa podziemnego był Kraków. Podziemna działalność wydawnicza była wspierana przez wielu działaczy. Oprócz załóg maszyn drukarskich, rozprowadzaniem publikacji zajmowali się zakonspirowani kurierzy. Według statystyk ci ostatni należeli do grupy najczęściej aresztowanych przez Niemców członków podziemia. Pisarze i redaktorzy również musieli liczyć się z potencjalnie śmiertelnymi konsekwencjami: np. prawie cała redakcja podziemnej gazety satyrycznej Na Ucho została aresztowana, a 27 maja 1944 roku w Krakowie na jej redaktorach naczelnych został wykonany wyrok śmierci (Na Ucho była najdłużej publikującą podziemną gazetą poświęconą satyrze; począwszy od października 1943 r. wydanych zostało 20 numerów).
Zawody takie jak dziennikarz i pisarz zostały praktycznie wyeliminowane pod niemiecką okupacją, ponieważ nie mieli oni legalnej możliwości publikowania. Departament Oświaty i Kultury Polskiego Państwa Podziemnego sponsorował różne inicjatywy oraz poszczególnych autorów, umożliwiając im kontynuowanie pracy, a także udzielał pomocy w publikacji . W ciągu wojny Podziemie wydało ponad 1000 tytułów. Wśród wybitnych pisarzy okresu działających w Polsce znajdują się m.in.: Krzysztof Kamil Baczyński, Lesław Bartelski, Tadeusz Borowski, Tadeusz Boy-Żeleński, Maria Dąbrowska, Tadeusz Gajcy, Zuzanna Ginczanka, Jarosław Iwaszkiewicz, przyszły noblista Czesław Miłosz, Zofia Nałkowska, Jan Parandowski, Leopold Staff, Kazimierz Wyka, Jerzy Zawieyski. Częstym tematem były trudne warunki w więźniach (poruszanym przez Konstantego Ildefons Gałczyńskiego, Stefana Flukowskiego, Leona Kruczkowskiego, Andrzeja Nowickiego i Marian Piechalę), gettach, a nawet wewnątrz obozów koncentracyjnych (Jan Maria Gisges, Halina Golczowa, Zofia Górska (Romanowiczowa), Tadeusz Hołuj, Kazimierz Andrzej Jaworski, Marian Kubicki). Wielu polskich pisarzy nie przeżyło wojny, np.: Krzysztof Kamil Baczyński, Wacław Berent, Tadeusz Boy-Żeleński, Tadeusz Gajcy, Zuzanna Ginczanka, Juliusz Kaden-Bandrowski, Stefan Kiedrzyński, Janusz Korczak, Halina Krahelska, Tadeusz Hollender, Witold Hulewicz, Ferdynand Antoni Ossendowski, Włodzimierz Pietrzak, Leon Pomirowski, Kazimierz Przerwa-Tetmajer i Bruno Schulz.

### Sztuki wizualne i muzyka
W 1939 roku Niemcy zamknęli wszystkie teatry w Polsce. W Warszawie i Krakowie zezwolono na działanie kilku jawnych teatrów, jednak były one objęte cenzurą i bojkotowane przez większość polskich aktorów i widzów. Zakonspirowany Związek Artystów Scen Polskich zakazał swoim członkom udziału w imprezach artystycznych organizowanych przez Niemców . W 1940 powstała w Warszawie Tajna Rada Teatralna (pod kierownictwem B. Korzeniewskiego, L. Schillera, E. Wiercińskiego) koordynująca działalność nowo-powstałych teatrów podziemnych. Początkowo wystawiały one spektakle w Warszawie i Krakowie wykorzystując różne zakonspirowane lokale . W konspiracji działały cztery duże zespoły teatralne oraz ponad 40 mniejszych grup. Wystawiano sztuki nawet w więzieniu gestapo na Pawiaku, w obozie Auschwitz, żydowskich gettach oraz polskich obozach jenieckich. Powstały także zakonspirowane szkoły aktorskie. Podziemni aktory teatralni często oficjalnie zajmowali się bardziej przyziemnymi zawodami. Do bardziej rozpoznawalnych należą: Karol Adwentowicz, Elżbieta Barszczewska, Henryk Borowski, Wojciech Brydziński, Władysław Hańcza, Stefan Jaracz, Tadeusz Kantor, Mieczysław Kotlarczyk, Bohdan Korzeniewski, Jan Kreczmar, Adam Mularczyk, Andrzej Pronaszko, Leon Schiller, Arnold Szyfman, Stanisława Umińska, Edmund Wierciński, Maria Wiercińska, Karol Wojtyła, Marian Wyrzykowski, Jerzy Zawieyski i inni.
Polscy muzycy, w tym także orkiestry także kontynuowali swoją działalność w konspiracji. Najsłynniejsi polscy muzycy i dyrygenci (Adam Didur, Zbigniew Drzewiecki, Jan Ekier, Barbara Kostrzewska, Zygmunt Latoszewski, Jerzy Lefeld, Witold Lutosławski, Andrzej Panufnik, Piotr Perkowski, Edmund Rudnicki, Eugenia Umińska, Jerzy Waldorff, Kazimierz Wiłkomirski, Maria Wiłkomirska, Bolesław Woytowicz, Mira Zimińska) występowali w restauracjach, kawiarniach oraz domach prywatnych, a najodważniejsi z nich zajmowali się śpiewaniem pieśni patriotycznych na ulicach, unikając patroli niemieckich. W okresie okupacji powstały liczne piosenki i pieśni patriotyczne, takie jak Siekiera, motyka, najbardziej popularna w okupowanej Warszawie. Wystawiane były także patriotyczne przedstawienia kukiełkowe. Żydowscy muzycy (np. Władysław Szpilman) oraz artyści występowali w gettach, a nawet w obozach koncentracyjnych. Wielu z nich nie przeżyło wojny, jednakże niektórym z nich udało się przeżyć za granicą, np. Alexandre Tansman w USA, czy Eddiemu Rosner oraz Henryk Wars w Związku Radzieckim.
Sztuki wizualne również znalazły swoją kontynuację w konspiracji. Liczne kawiarnie, restauracje oraz domy prywatne zostały zamienione w galerie oraz muzea. Część z nich została zamknięta przez Niemców, a ich właściciele, pracownicy i patroni prześladowani, aresztowani, a nawet poddani egzekucji. Bardziej znani polscy artyści sztuk wizualnych w konspiracji to Eryk Lipiński, Stanisław Miedza-Tomaszewski, Stanisław Ostoja-Chrostowski i Konstanty Maria Sopoćko. Niektórzy artyści pracowali dla Państwa Podziemnego podrabiając pieniądze i dokumenty   oraz tworząc sztukę anty-nazistowską (karykatury i plakaty satyryczne) lub polskie symbole patriotyczne (na przykład kotwica). Prace te były przedrukowane przez podziemne gazety, naklejane na mury lub malowane na nich w formie graffiti. Wiele z tych akcji było zorganizowanych w ramach Akcji N. W 1944 roku udało się zaprezentować publicznie w Warszawie trzy gigantyczne (6 m) kukły, karykatury Hitlera i Mussoliniego. Pomimo niemieckiego zakazu używania kamer i aparatów, część artystów dokumentowała życie i śmierć w okupowanej Polsce za pomocą zdjęć i filmów. Pomimo że niemożliwe było utworzenie i działanie podziemnego radia, to podziemne audycje były nagrywane i puszczane w niemieckich radiach i systemach głośników. Projektowano i wydawano także podziemne znaczki pocztowe. Niemcy zakazali również organizacji polskich imprez oraz działalności sportowej, w związku z czym powstały konspiracyjne kluby sportowe, odbywały się podziemne mecze piłki nożnej, a w Warszawie, Krakowie i Poznaniu organizowano nawet mistrzostwa, które były jednak najczęściej rozpraszane przez Niemców. Wszystkie te inicjatywy były wspierane przez Departament Kultury Państwa Podziemnego.

### Powstanie warszawskie
W czasie powstania warszawskiego, ludzie na terytorium kontrolowanym przez Polskę starali się odtworzyć życie codzienne jakie miało miejsce w przedwojennej Polsce. Istniało życie kulturalne, zarówno wśród żołnierzy, jak i ludności cywilnej. Dostępne były teatry, kina, urzędy pocztowe, gazety itp.  W czasie powstania odbył się XX Podziemny Turniej Poezji, na którym nagrodami była broń (większość poetów młodego pokolenia była również członkami ruchu oporu). Kierowane przez Antoniego Bohdziewicza, Biuro informacji i Propagandy Armii Krajowej stworzyło nawet trzy kroniki filmowe i ponad 30 000 metrów filmu dokumentującego walkę. Eugeniusz Lokajski przed śmiercią wykonał około 1000 zdjęć; Sylwester Braun około 3000, z których przetrwało 1500; a Jerzy Tomaszewski około 1000, z których zachowało się 600. Ewa Faryaszewska dokonała dokumentacji fotograficznej powstania warszawskiego w kolorze.

### Polska kultura na wygnaniu
Polscy artyści tworzyli i występowali również poza granicami okupowanej Europy. Arkady Fiedler przebywający w Wielkiej Brytanii z Polskimi Siłami Zbrojnymi na Zachodzie pisał o Dywizjonie 303. Melchior Wańkowicz pisał o polskim wkładzie w zdobycie Monte Cassino. Wśród innych pisarzy pracujących za granicą wymienić można Jana Lechonia, Antoniego Słonimskiego, Kazimierza Wierzyńskiego i Juliana Tuwima. Niektórzy artyści występowali dla Wojsk Polskich na Zachodzie, jak i dla Wojsk Polskich na Wschodzie. Wśród muzyków, którzy występowali dla II Korpusu Polski w kabarecie Polska Parada byli Henryk Wars i Irena Anders. Najbardziej popularną piosenką polskich żołnierzy walczących pod aliantami była Czerwone maki na Monte Cassino, skomponowana przez Feliksa Konarskiego i Alfreda Schütza w 1944 roku. Za frontami wschodnim i zachodnim istniały także polskie teatry na wygnaniu. Kilku polskich malarzy, głównie żołnierzy II Korpusu, pracowało twórczo także w trakcie wojny, w tym: Tadeusz Piotr Potworowski, Adam Kossowski, Marian Kratochwil, Bolesław Leitgeber i Stefan Knapp. W Londynie polski reżyser filmowy Stefan Themerson nakręcił jeden z pierwszych w historii filmów antynazistowskich i antywojennych Calling Mr. Smith (1943).

## Wpływ wojny na powojenną kulturę
Wojna, która podjęła próbę zniszczenia polskiej kultury osiągnęła efekt odwrotny od zamierzonego. Norman Davies napisał w książce Boże igrzysko „W 1945 roku, w nagrodę za niezliczone ofiary, przywiązanie ocalałych do rodzimej kultury było silniejsze niż kiedykolwiek wcześniej„ Podobnie zakonspirowane klasy, od szkół podstawowych po uniwersytety, były znane z wysokiej jakości zdobytego wykształcenia, w dużej mierze w wyniku nauczania prowadzonego w małych, zwartych grupach. Jednak powstała kultura, z wielu powodów różni się od kultury międzywojennej Polski. Niszczenie polskiej społeczności żydowskiej, powojenne zmiany terytorialne oraz migracje pozostawiły Polskę bez jej historycznych mniejszości etnicznych. Wielokulturowy naród polski przestał istnieć.
Doświadczenia II wojny światowej umieściły swoje piętno na pokoleniu polskich artystów, które stało się znany jako „pokolenie kolumbów”. Całe pokolenie Polaków, zrodzone wkrótce po odzyskaniu niepodległości, którego młodość została naznaczona II wojną światową, w swojej sztuce „odkrywa nową Polskę”. Na ich oczach zostaje ona zawsze zmieniona przez okrucieństwa II wojny światowej i następne utworzenie PRL.

Z biegiem lat, prawie trzy czwarte Polaków dostrzegają wpływ i znacznie II wojny światowej na polską tożsamość narodową . Wiele polskich dzieł sztuki tworzonych po wojnie koncentrowało się wokół wydarzeń wojennych. Książki Tadeusza Borowskiego, Adolfa Rudnickiego, Henryka Grynberga, Mirona Białoszewskiego, Hanny Krall i innych; filmy, w tym Andrzeja Wajdy (Pokolenie, Kanał, Popiół i diament, Lotna, Miłość w Niemczech, Korczak, Katyń); seriale (Czterej pancerni i pies, Stawka większa niż życie); muzyka (Powstanie Warszawskie); oraz komiksy – wszystkie czerpią z i odzwierciedlają czasy wojny. W malarstwie polskim Bronisław Linke w cyklu „Kamienie krzyczą” (1946) upamiętnił ofiary powstania w getcie warszawskim oraz powstania warszawskiego. Historyk Tomasz Szarota napisał w 1996 roku : 

Programy edukacyjne kładą szczególny nacisk na okres II wojny światowej oraz okupacji. Wydarzenia i osoby związane z wojną są wszechobecne w telewizji, w radiu oraz w mediach drukowanych. Temat pozostaje ważnym elementem w literaturze i nauce, w filmie, teatrze i sztukach plastycznych. Nie wspominając o tym, że politycy stale z niego korzystają. Prawdopodobnie żaden inny kraj nie oznacza rocznic związanych z wydarzeniami II wojny światowej tak często lub tak uroczyście.